# Порт Салфур (Луизијана)
Порт Салфур (енгл. Port Sulphur) насељено је место без административног статуса у америчкој савезној држави Луизијана.

## Демографија
По попису из 2010. године број становника је 1.760, што је 1.355 (-43,5%) становника мање него 2000. године.
| Група             | 2000.         | 2010.         |
| Белци             | 1.404 (45,1%) | 419 (23,8%)   |
| Афроамериканци    | 1.384 (44,4%) | 1.136 (64,5%) |
| Азијати           | 19 (0,6%)     | 26 (1,5%)     |
| Хиспаноамериканци | 30 (1,0%)     | 36 (2,0%)     |
| Укупно            | 3.115         | 1.760         |